# Xerraire de Yersin
El xerraire de Yersin (Trochalopteron yersini) és un ocell de la família dels leiotríquids (Leiothrichidae).

## Hàbitat i distribució
Viu entre la malesa del bosc, a les muntanyes del centre del Vietnam al sud d'Annam